# Oreoderus birmanus
Oreoderus birmanus är en skalbaggsart som beskrevs av Ricchiardi 2000. Oreoderus birmanus ingår i släktet Oreoderus och familjen Cetoniidae. Inga underarter finns listade i Catalogue of Life.